# Poppodium Romein

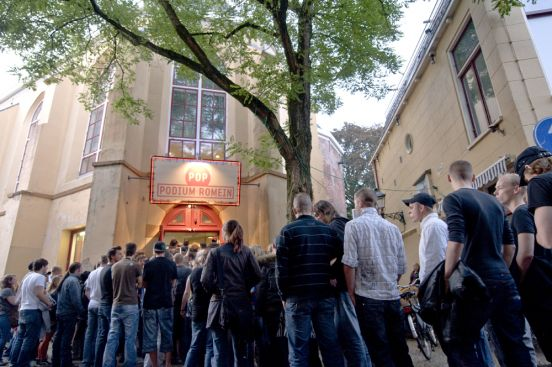
Poppodium Romein

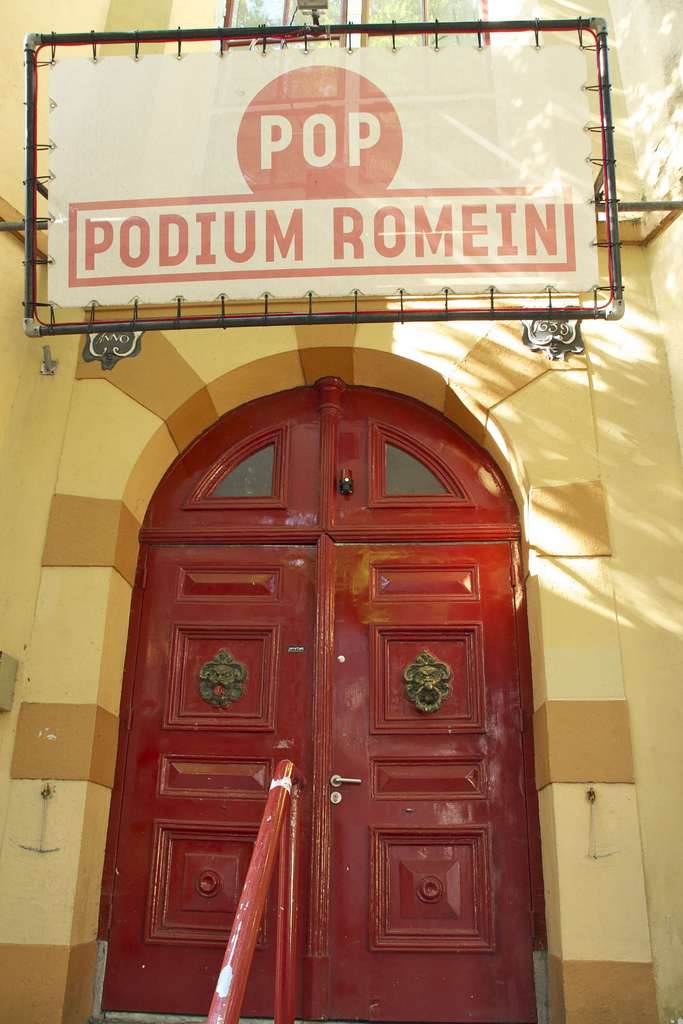
Poppodium Romein

Poppodium Romein was een uitgaansgelegenheid  in de stad Leeuwarden. Het was gevestigd in de Westerkerk aan de Bagijnestraat, vlak bij het Hofplein en was actief van 2006 tot 2015. Poppodium Romein sloot zijn deuren wegens de bouw van het nieuwe Leeuwarder poppodium Neushoorn.
De grote zaal van Romein had een capaciteit van 550 bezoekers. Ook vonden er met enige regelmaat optredens plaats in het café, dat plaats bood aan 125 bezoekers.

## Kerkgebouw
Poppodium Romein was gevestigd in de voormalige Westerkerk, van oorsprong de kapel van het begijnhof. Sinds 1992 was hier Theater Romein gevestigd, genoemd naar stadsarchitect Thomas Adrianus Romein, die de kerk in 1845 verbouwde. De verbouw van kerk naar theater werd uitgevoerd door stadsarchitect Hans Heijdeman